# 聖水洞之吻
《聖水洞之吻》（：／）為韓國OTT平台U+Mobiletv於2024年2月5日至3月14日上線公開的原創韓國劇集，由《怪咖！文主廚》、《十二夜》鄭憲秀導演與全善英、崔善美編劇合作打造。本劇以韓國品牌聖地「聖水洞」為背景，講述冷血刻薄的銷售組長與個性截然相反的實習生意外接吻後，發生靈魂互換，展開「以下犯上」的辦公室多巴胺爆炸羅曼史。
臺灣由龍華電視購入版權，friDay影音、愛奇藝國際站、LiTV 線上影視、MyVideo、LINE TV、中華電信MOD、Hami Video跟播。新加坡由Viu獨家播出，部分歐美國家則由Rakuten Viki獨家播出。

## 演員陣容

### 主要人物
| 演員             | 角色   | 介紹 |
| 金智恩           | 姜娜言 | 32歲，業界神話也是公司裡最年輕的行銷組長，為了滿足客戶的要求會不惜一切代價，她的哲學是「以優點掩蓋缺點就是品牌行銷」。憑藉卓越的能力成為高管候選人，但也為了成功而忽視友誼與愛情。隨著與新進的最年輕實習生糾纏在一起後，整個人生一夜之間開始動搖。 |
| 羅門             | 蘇銀虎 | 28歲，公司裡的童顏暖男，本是YOLO族所以一直無法進入就業市場。成為實習生後，與他的上司理念不同，他認為「最終被選擇的才是有效的品牌行銷」。 |
| 楊惠智           | 都有美 | 32歲，娜言的同期兼至親，可愛活潑但又充滿了對成功的貪婪。 |
| 金澔永（김호영） | 車正宇 | 32歲，娜言的同期、目前是藝術總監，外貌與為人皆完美。已經暗戀了娜言八年，像黑騎士般守護著她。 |

### 其他人物
| 演員   | 角色     | 介紹 |
| 安妍紅 | 閔熙貞   | 50歲，聖水廣告公司代表理事。                                                                                         |
| 朴基德 | 韓以才   | 50多歲，聖水廣告公司母公司世界集團的常務，熙貞的死敵。                                                               |
| 金星   | 南星     | 40多歲，聖水廣告公司2組組長，韓常務的手下。                                                                          |
| 鄭怡朗 | 李英愛   | 46歲，進公司15年，連公司的電都偷，是聖水廣告公司偷竊精靈，孕有一對雙胞胎，因偷竊公司備品和活動剩餘贈品被調至魯蛇組。 |
| 全俊浩 | 朱雷克斯 | 30歲，進公司五年，是資深的行銷專家。擁有溫暖的外貌和華麗的風格，但實際上是男人身女人心，因過度裸露被調至魯蛇組。     |
| 蔡秀雅 | 朴珍妮   | 20歲，聖水廣告公司的網紅、MZ世代的模特兒，高中畢業後以特招途徑進入公司。因在會議中玩起網路挑戰，被娜言貶到魯蛇組。   |
| 延知泫 | 徐爾森   | 25歲，與銀虎同期的實習生。                                                                                           |
| 金永宰 | 成秀東   | 26歲，與銀虎同期的實習生，外貌和性格都很溫厚，傾聽銀虎的故事並引起共鳴。                                             |
| 安真芽 | 南宮多恩 | 28歲，銀虎的初戀。                                                                                                   |
| 李光熙 | 黃在河   | 30代後半，雖然很惹人討厭，但仍是有魅力的財閥三世。                                                                   |
| 朴永雲 | 南允赫   | 知名演員，前科累累，並靠娜言洗白形象。                                                                               |

### 特別出演
| 演員   | 角色   | 介紹         |
| 申譞洙 | 金鎮錫 | XU美妝代表。 |

## 外部連結
- Daum上《聖水洞之吻》的資料

| 臺灣 龍華偶像台 週末 21:00 - 22:00 | 臺灣 龍華偶像台 週末 21:00 - 22:00        | 臺灣 龍華偶像台 週末 21:00 - 22:00 |
| ---------------------------------- | ----------------------------------------- | ---------------------------------- |
|                                    | 聖水洞之吻 （2024年3月30日—2024年5月5日） |                                    |
| 少年時代                           | 一字千金                                  |                                    |